# Duncan Hamilton McAlister
Pour les articles homonymes, voir McAlister.
Duncan Hamilton McAlister (1872-1932) est un médecin et un homme politique canadien du Nouveau-Brunswick.

## Biographie
Duncan Hamilton McAlister est né le 18 janvier 1872 à Belleisle, au Nouveau-Brunswick. Il suit des études de médecine et devient médecin, mais s'intéresse très tôt à la politique.
Il est échevin de 1902 à 1906 dans la ville de Sussex puis est élu député fédéral de la circonscription de King's et Albert le 26 octobre 1908 sous la bannière libérale. Il perd son siège aux élections de 1911, se présente dans la circonscription de Royal mais est battu aux élections de 1921, 1925 et 1926.
Duncan Hamilton McAlister est mort le 6 mars 1932.